# Gante-Wevelgem 1971
La Gante-Wevelgem 1971 fue la 33.ª edición de la carrera ciclista Gante-Wevelgem y se disputó el 31 de marzo de 1971 sobre una distancia de 237 km.  
El belga Georges Pintens (Hertekamp-Magniflex) se impuso en la prueba al imponerse al sprint. El belga Roger De Vlaeminck y el holandés Gerben Karstens completaron el podio. 

## Clasificación final
| Posición | Ciclista              | Equipo                   | Tiempo    |
| -------- | --------------------- | ------------------------ | --------- |
| 1        | Georges Pintens       | Hertekamp-Magniflex      | 5h 19'00" |
| 2        | Roger De Vlaeminck    | Flandria-Mars            | m.t.      |
| 3        | Gerben Karstens       | Goudsmit-Hoff            | m.t.      |
| 4        | Leif Mortensen        | Bic                      | m.t.      |
| 5        | Daniel van Rijckeghem | Sonolor-Lejeune          | m.t.      |
| 6        | Frans Kerremans       | Hertekamp-Magniflex      | a 48"     |
| 7        | Cyrille Guimard       | Fagor-Mercier-Hutchinson | m.t.      |
| 8        | Marino Basso          | Molteni                  | m.t.      |
| 9        | Jan Janssen           | Bic                      | m.t.      |
| 10       | Frans Verbeeck        | Watney-Avia              | m.t.      |